# Хофенхайм
Вижте пояснителната страница за други значения на Хофенхайм.
Хофенхайм (на немски: Hoffenheim) е село в Германия, провинция Баден-Вюртемберг.
Намира се в общината на град Зинсхайм от 1 юли 1972 г. Населението му е 3272 жители към 25 април 2009 г. Има железопътна гара.
Известно е с мъжкия си отбор на футболен клуб „ТШГ 1899 Хофенхайм“, който от сезон 2008/2009 участва в Първа Бундеслига на Германия.